# Maciej Ferlak
Maciej Ferlak (ur. 14 stycznia 1953 w Krakowie) – polski aktor teatralny, filmowy i telewizyjny, reżyser teatralny.

## Życiorys
W 1976 roku zdał w Warszawie eksternistyczny egzamin aktorski. Wcześniej, w 1973 roku debiutował na scenie Teatru im. Aleksandra Fredry w Gnieźnie, gdzie występował do 1976 roku. Następnie był członkiem zespołów: Teatru Ziemi Pomorskiej w Grudziądzu (1976–1978, 1982–1983), Teatru Polskiego w Poznaniu (1978–1979), ponownie Teatru im. Aleksandra Fredry w Gnieźnie (1979–1982, 1983–1985, w latach 1979–1981 także jako asystent reżysera), Teatru Dramatycznego w Elblągu (1985–1986, w 1985 roku debiutował tu jako reżyser), Lubuskiego Teatru w Zielonej Górze (1987–1989), Teatru Satyry „Maszkaron” w Krakowie (1988–1995), Teatru Polskiego w Bydgoszczy (1990–1991, 1996–1999) oraz Teatru Ludowego w Krakowie (1995–1996). Wystąpił również w dwóch spektaklach Teatru Telewizji (2007–2008).
W 1998 roku otrzymał Złotą Maskę za reżyserię i adaptację "Konopielki" Edwarda Redlińskiego w Teatrze Korez.

## Filmografia

### Filmy
- Gry uliczne (1996) – rzeźnik na targu
- Brat naszego Boga (1997) – ksiądz
- Wiedźmin (2001) – Gyllenstiern
- Tam i z powrotem (2001) – grubas
- Nasza ulica (2004) – żandarm niemiecki
- Pitbull (2005) – Edward Socha, minister MSWiA
- Mistrz (2005)
- Jasne błękitne okna (2006) – rzeźnik
- Dublerzy (2006) – Galantowski "Galareta"
- Jan z drzewa (2008) – hydraulik
- Generał Nil (2009)
- Robert Mitchum nie żyje (2010) – inspektor policji
- Warsaw Dark (2011) – Wolski
- Hans Kloss. Stawka większa niż śmierć (2012) – Martin Bormann
- Pitbull. Ostatni pies (2018) – poseł, ojciec "Młodego"
- Planeta singli. Osiem historii (2021) – Tadeusz Kaczor (cz. "Władek i Halinka")

### Seriale
- Wszystkie pieniądze świata (1999) – Niemiec Hans
- Twarze i maski (2000) – wierzyciel Kopicy (odc. 2)
- 13 posterunek 2 (2000) – mężczyzna pobity przez żonę (odc. 10)
- Wiedźmin (2002) – Gyllenstiern (odc. 4)
- Święta wojna (2003) – Józef Góral, trener Sumo, kolega Zbyszka (odc. 135)
- Kryminalni (2004) – Stefaniak, właściciel restauracji (odc. 2)
- Pierwsza miłość (od 2002) – grabarz na cmentarzu
- Pitbull (2005–2007) – Edward Socha, minister MSWiA (odc. 5, 17)
- Na dobre i na złe (2005) – sąsiad Wilgi (odc. 219)
- Dublerzy (2006) – Galantowski "Galareta"
- Glina (2007–2008) – gangster "Pęczak" (odc. 14, 18, 20, 22, 23, 24, 25)
- Plebania (2008) – Kuś (odc. 1332, 1333, 1341, 1342, 1354, 1387, 1388)
- 39 i pół (2009) – właściciel hali (odc. 23)
- Ojciec Mateusz (2010) – Edmund Kraska "Mundi" (odc. 54)
- Ludzie Chudego (2010) – farmaceuta (odc. 3)
- Szpilki na Giewoncie (2011) – członek komisji
- Hans Kloss. Stawka większa niż śmierć (2012) – Martin Bormann
- Ranczo (2014) – Bacuła (odc. 86)
- Prawo Agaty (2015) – przewodniczący sądu dyscyplinarnego (odc. 44)
- Prokurator (2015) – właściciel biura podróży (odc. 6)
- Sąsiady (2014) – Sąsiad z góry